# Arbeitsgericht Radolfzell
Das Arbeitsgericht Radolfzell war ein Arbeitsgericht mit Sitz in Radolfzell.

## Geschichte
Gemäß Arbeitsgerichtsgesetz vom 23. Dezember 1926 wurden in Deutschland Arbeitsgerichte gebildet. Diese waren nur in der ersten Instanz organisatorisch selbstständige Gerichte, die Landesarbeitsgerichte waren den Landgerichten zugeordnet. Am Landgericht Konstanz entstand so 1927 das Landesarbeitsgericht Konstanz als eines von sechs Landesarbeitsgerichten in der Republik Baden. In Radolfzell entstand das Arbeitsgericht Radolfzell. Sein Sprengel umfasste die Bezirke der Amtsgerichte Radolfzell und Engen. Es bestanden je eine Kammer für Arbeiter, für Angestellte und für Handwerk.
Nach der Besetzung Deutschlands durch die Alliierten wurden 1945 zunächst alle Gerichte geschlossen. Die ordentlichen Gerichte wurden schon bald wieder eröffnet, während die Arbeitsgerichte zunächst nicht wieder eingerichtet wurden, so dass arbeitsgerichtliche Streitigkeiten von den ordentlichen Gerichten erledigt werden mussten. Gemäß Kontrollratsgesetz 21 vom 30. März 1946 sollten in Deutschland Arbeitsgerichte aufgebaut werden. In Radolfzell wurde das Arbeitsgericht Radolfzell 1949 neu eröffnet und dem Landesarbeitsgericht Freiburg nachgeordnet. Sein Sprengel umfasste nun die Bezirke der Amtsgerichte Konstanz, Singen, Überlingen, Meßkirch, Stockach, Engen und Pfullendorf.
Mit dem Gesetz über die Gerichte für Arbeitssachen vom 11. April 1972 wurde das Arbeitsgericht Radolfzell 1972 aufgehoben.